# AB Hörby Bruk
AB Hörby Bruk är ett svenskt verkstadsindustriföretag i Hörby. Företaget grundades år 1920, är familjeägt och ingår i Futuritas koncernern. Sedan år 1950 ägs företaget av familjen Bergengren och idag är det 3:e generationen. 
Hörby bruk startade i Ekeby utanför Helsingborg men flyttade år 1936 hela produktionen till Hörby. 
Skottkärrorna var med redan från början och år 1965 introduceras leksortimentet och den klassiska CanCan-gungan.
Hörby Bruk är Nordens största producent av lekredskap för den privata trädgården och skottkärror. Andra kända produkter är magasinkärran P3, murbrukskärra och transportvagnar. 
Varje år lämnar över 150 000 produkter fabriken i Hörby.
I fabriks- och kontorslokaler på hela 12 500 m2 tillverkas skottkärror, vagnar, gungor, magasinkärror mm. Hörby Bruk kombinerar en lång svensk hantverkstradition med modern teknik. Hantverksarbetet kombineras och kompletteras med vissa moment som är helautomatiska och robotstyrda.
- 1920 - Utanför Helsingborg i Ekeby startas serieproduktion av skottkärror
- 1936 – Hela företaget och skottkärrstillverkningen flyttar till Hörby och är än i dag kvar i befintliga lokaler.
- 1950 – Hörby Bruk köps av familjen Bergengren.
- 1965 – Introduktion av leksortimentet med bland annat CanCan-gungan.
- 1987 – Produktionen moderniseras med robotar.
- 1991 – Den nya pulverlackeringsanläggningen kommer på plats.
- 1997 – Hörby Bruk köper upp Fogelsta som är den största konkurrenten i Sverige.
- 2002 – Hörby Bruk kvalitetssäkras enligt ISO 9001
- 2003 – Komponenttillverkning startas upp i Kina
- 2006 – En ny lagerbyggnad tillkommer i Hörby
- 2011 - Hörby Bruk miljöcertifieras enligt ISO 14001
- 2016 - Redskap introduceras
- 2017 - Automatiserad presslina för korgar invigs
- 2019 - Nytt lager och investeringar i måleriet
- 2020 - Hörby Bruk fyller 100 år
- 2021 - Automationsinvesteringar i svetshallen